# كلوريت
الكلوريت هو أيون صيغته -ClO2 وتسمى المركبات الحاوية على هذا الأيون في تركيبها باسم الكلوريتات. يحتوي هذا الأيون على الكلور في حالة الأكسدة +3؛ وتعد الكلوريتات أملاحاً مشتقة من حمض الكلوروز.
من أشهر الأمثلة على أملاح الكلوريتات مركب كلوريت الصوديوم NaClO2، والذي يحضر من تمرير غاز ثنائي أكسيد الكلور في محلول قلوي مؤلف من هيدروكسيد الصوديوم وبيروكسيد الهيدروجين. 

## الخواص
تعد الكلوريتات أكثر ثباتية واستقراراً من حمض الكلوروز نفسه، وهي الأكثر شهرة  من بين أملاح الهالوجينات ذات الصيغة HXO2.

## الاستخدمات
يمكن الاستفادة من الخواص المؤكسدة لهذه الأملاح في عمليات التبييض في الصناعات النسيجية.